# Radu Niculescu
Radu Horia Niculescu (Nagyszeben, 1975. március 2. –) román válogatott labdarúgó.
A román válogatott tagjaként részt vett az 1998-as világbajnokságon.

## Sikerei, díjai
Steaua București
- Román bajnok (1): 2000–01

Galatasaray
- Török bajnok (1): 2001–02